# صالح العصيمي
صالح بن عبد الله بن حمد العصيمي العتيبي (من مواليد 1971م / الموافق 1391هـ) هو عالم مُحدِّث ومُسنِد، وإمام وخطيب سعودي وله عدّة مؤلفات، وعضو سابق في هيئة كبار العلماء السعودية ويدرّس في عدّة برامج تعليمية منهجية شرعية لإفادة طلاب العلم في الرياض حيث يُقيم. فضلًا عن الدروس العلمية في المسجد النبوي والمسجد الحرام. رحل للعلم والتعليم إلى أماكن شتى، منها قطر والكويت والبلاد حول أفغانستان وسوريا ومناطق كثيرة في السعودية.

## نسبه ومولده

### نسبه
هو الشيخ الدكتور صالح بن عبد الله بن حمد العصيمي العتيبي، من برقا من قبيلة عتيبة أبو عمرو.

### مولده
وُلِدَ في مدينة الرياض في شهر صفر من سنه 1391 هـ ويسكن في مدينة الرياض بشكل دائم.
اجتهد الشيخ في طلب العلم منذ صغره وسافر في الطلب إلى كثير من البلدان. وهو من محدثي نجد ومن المسندين والمحققين، فهو صاحب سنة ومسند كبير ولقب بمسند الديار النجدية.
رحل في سائر الأقطار والتقى بأهل الحديث رواية وسمع منهم المطولات وهو ممن بزَّ أقرانه وفاقهم. ومعه إجازة في عدة قراءات حيث رحل إلى مصر والشام وقرأ على بعض علمائها مما يدل على تنوع معارفه. درس العلم على كثير من علماء المملكة الكبار وله علاقة قوية بالشيخ بكر أبو زيد وبغيره من أعضاء هيئة كبار العلماء، وكذلك تتلمذ على يد الشيخ عبد الله بن عقيل طويلاً وكان ملازمًا له حتى توفي، وله عناية بالقراءات وقد حصل على الإجازة بالعشر ثم الأربع الزوائد.

## مشايخه
تتلمذ الشيخ على يد الكثير من أهل العلم في المملكة العربية السعودية وخارجها ومنهم:
1. الشيخ عبد العزيز بن باز مفتي المملكة العربية السعودية.
2. الشيخ محمد بن صالح العثيمين عضو هيئة كبار العلماء.
3. الشيخ إسماعيل بن محمد الأنصاري.
4. الشيخ عبد الله بن عبد العزيز العقيل رئيس الهيئة الدائمة بمجلس القضاء الأعلى.
5. الشيخ عبد الله بن جبرين.
6. الشيخ بكر أبو زيد عضو هيئة كبار العلماء.
7. الشيخ صالح بن فوزان الفوزان عضو هيئة كبار العلماء.
8. الشيخ فهد بن حمين.
9. الشيخ عبد الله بن عبد الرحمن الغديان عضو هيئة كبار العلماء.
10. الشيخ عبد المحسن العباد رئيس الجامعة الإسلامية في المدينة المنورة.
11. الشيخ المحدث عبد الوكيل عبد الحق الهاشمي.
12. الشيخ حسن حماد النقادي عالم القراءات المشهور.[2]

والعديد من المشايخ داخل المملكة العربية السعودية وخارجها والذين هم بالمئات ولا نعدهم.

## علمه
اجتهد الشيخ في طلب العلم منذ شبابه وسافر في الطلب إلى كثير من البلدان، فسافر إلى الكويت، قطر، الإمارات العربية المتحدة، سلطنة عمان، اليمن، الشام، الأردن، مصر، السودان، الجزائر، تونس، المغرب، باكستان، الهند.
فعرفها وعرف تاريخها ومشايخها ومكاتبها الخاصة والعامة، وهو صاحب سنة ومسند عارف بالإسناد وأهله وقد رحل في سائر الأقطار والتقى بأهل الحديث رواية وسمع منهم المطولات وممن بزَّ أقرانه وفاقهم زاده الله علمًا وفقهًا ومعه إجازة في عدة قراءات حيث رحل إلى مصر والشام والمغرب وقرأ على بعض علمائها مما يدل على تنوع معارفه والشيخ عالم متفنن رحالة واسع الرحلة عجيب الحافظة، وليس له همٌّ إلا العلم، درس العلم على كثير من علماء المملكة الكبار وله علاقة قوية بالشيخ بكر أبو زيد وله علاقة بغيره من هيئة كبار العلماء، وكذلك تتلمذ للشيخ عبد الله بن عقيل طويلًا فقد كان الشيخ صالح أول من حدثه الشيخ ابن عقيل بحديث المحبة المسلسل بقول إني أحبك، حورب من قبل أهل البدع والمتصوفة خصوصًا، لأجل إخفاء المشايخ المسندين عنه ومع ذلك وفقه الله في كثير واطلع على ما لم يطلعوا عليه، وله عناية بالقراءات وقد حصل على الإجازة بالعشر ثم الأربع الزوائد. وقد جمع بين الدراية والرواية فقد رحل إلى كثير من البلدان وغربل هذه البلاد وأخذ عن علمائها ويعرف تراجم المشايخ وعمن أخذوا وعنده اطلاع كامل بسير العلماء والبلاد.

## حياته المهنية والأكاديمية
حصل الشيخ على الشهادة الجامعية من جامعة الإمام محمد بن سعود الإسلامية وحصل على الماجستير في علوم الحديث من جامعة أم القرى، وحصل على الدكتوراه من المعهد العالي للقضاء.
وعمل الشيخ مديرًا للإفتاء في الشؤون الدينية بالخدمات الطبية بوزارة الدفاع وخطيبًا لجامع أبو بكر الصديق بالمستشفى العسكري بالرياض وإمام جامع مصعب بن عمير في حي الجزيرة وانتقل كمستشار في وزارة الشؤون الإسلامية والأوقاف ثم صدر الأمر بتعيينه عضوا في هيئة كبار العلماء بالمملكة العربية السعودية في يوم الجمعة 3/ربيع الأول/1438هـ

## أنشطته العلمية والدعوية
للشيخ عدة برامج علمية وأنشطة دعوية كثيرة ومن أشهرها:
1. برنامج مهمات العلم في المسجد النبوي بين الفصلين الدراسيين يشرح فيه 15 متن خلال 8 أيام.
2. برنامج أصول العلم في الرياض أسبوعي طوال السنة الدراسية يشرح فيه 12 متنًا.
3. برنامج تعليم الحجاج في المسجد الحرام قبل موسم الحج.
4. برنامج السرد المجود في المسجد النبوي من 1 إلى 20 من شهر رمضان بعد الفجر.
5. برنامج مفاتيح العلم في مناطق السعودية.
6. برنامج الدرس الواحد: وهو برنامج سنوي مدته 6 أيام فقط يشرح فيه يوميًا 5 كتب بعد كل فرض وقد وصل في سلسلته إلى 10 برامج على مدى 10 سنين تم شرح 300 كتابًا فيها في 300 محاضرة.
7. برنامج اليوم الواحد: وهو برنامج يشرح فيه كتاب في 3 محاضرات بعد الفجر والعصر والعشاء ويختار يوم كل شهر وقد وصل هذا البرنامج في سلسلته إلى 9 برامج على مدى 9 سنوات.
8. برنامج المواعظ الحسان.
9. برنامج تيسير العلم.
10. برنامج التعليم المستمر.
11. برنامج أساس العلم: برنامج يقام كل سنة في منطقة من مناطق المملكة منتقل بين مناطق ويشرح فيه متون أساسية للعلم الشرعي فأقيم في الدمام والبكيرية وجدة وخميس مشيط وحائل والأحساء والكويت وتبوك.
12. برنامج جمل العلم يقام غالبًا خارج المملكة فأقيم في الكويت والمدينة وقطر والبحرين والإمارات ويشرح فيه 12 متنًا في مختلف الفنون العقيدة والتفسير وأصوله والحديث ومصطلحه والفقه وأصوله وقواعده والنحو.
13. برنامج أحكام الصيام.
14. برنامج أحكام الحج.
15. برنامج منافع العلم.
16. يرنامج الكتاب الواحد.
17. برنامج منتخب الأبواب والفصول.
18. برنامج الحصن الأمين.

وللشيخ برامج ودروس عده في الرياض والمناطق المختلفة كان أبرزها درسه في المسجد النبوي الشريف والمسجد الحرام بمكة المكرمة، وعرف عنه الجد والصبر والتحمل في جلوسه الطويل للتعليم. 

## مؤلفاته وكتبه
| - تعظيم العلم - البيِّنة في اقتباس العلم والحذق فيه - المسائل الأربعينَ عنِ الأئمة الأربعة المُتَّبعين - المُعجَم المُختار من الأحاديث النَّبويَّة القِصار - القَريض المُبدَع نظم القواعد الأربع - معاني الفاتحة وقِصَار المفصَّل - الطُّرْفة السَّنيَّة في القواعد الفقهيَّة - خلاصة مقدِّمة أُصول التَّفسير - إمتاع المشيخة الأحمدية بطرق حديث فضل المرويات الاربيعية - طبعة دار أهل الحديث الطبعة الأولى 1413 هـ - رفع المنار لطرق حديث من سئل عن علم فكتمه الجم بلجام من نار - طبعة دار أهل الحديث الطبعة الأولى 1413 هـ - الفصل بين المتنازعين في حديث اللهم إني أسألك بحق السائلين - طبعة دار أهل الحديث الطبعة الأولى 1413 هـ - الدرء لتصحيح حديث من حسن إسلام المرء - طبعة دار أهل الحديث الطبعة الأولى 1413 هـ - فقه الواقع عند أهل السنة والجماعة. - الدرء النضيد في تخريج كتاب التوحيد. - واقعنا المعاصر على ضوء منهج السلف. - هذي هي السلفية: منهج أهل السنة والجماعة. - الوفاء بصحيح اذكار الصباح والمساء. | - الشكاية والنكاية: برقيات موجهة إلى طلبة العلم والدعاة. - الانباه إلى ما ليس من أسماء الله. - آداب الصحبة وحقوق العشرة بين الاخوان. - تذكرة الحديثي والمتفقه. - الانتماء الحق. - كشف النقاب عن ضعف حديث عائشة في الحجاب. - رسائل إلى شبل الإسلام - المفتاح في الفقه - المقدمة الفقهية الصغرى - المقدمة الفقهية الكبرى - العروة الوثقى - الغاية إلى السماع والرواية - نعت الدرجات لتلقي القرآن والقراءات - تفسير الفاتحة وقصار المفصل - نجم المنبهات في نصح طلاب المهمات - الحلة السيراء - التكملة الوردية صلة المنظومة الرحبية - رسالة الماجستير: المتابعات والشواهد دراسة نظرية تطبيقية على صحيح مسلم إشراف أ.د. موفق عبد القادر - رسالة الدكتوراه: كتاب الأصل لمحمد بن الحسن من أول كتاب نسمة يعتقها إلى نهاية كتاب الإجارات دراسة وتحقيقًا إشراف أ.د. سليمان أبا الخيل |

وله الكثير من الشروحات والحواشي والتعليقات على أغلب المتون العلمية على كتب كثيرة فقد شرح فقط في برنامج الكتاب الدرس الواحد على مدى عشر سنوات 300 رسالة ومصنف، وأغلبها غير مطبوع ويتداول بين خاصة طلابه وله الكثير من المؤلفات الغير مطبوعة وكل ما طبع للشيخ كان قديمًا، ومصنفات الشيخ الحديثة تطبع في ضمن مقررات البرامج العلمية التي يقدمها.

## وصلات خارجية
- ارشيف الشيخ صالح في موسوعة اقباس الصوتية
- موقع برامج الدعوة والإرشاد لفضيلة الشيخ صالح بن عبد الله العصيمي
- ارشيف الشيخ صالح العصيمي على موقع البث الإسلامي